# Duno (Lombardei)

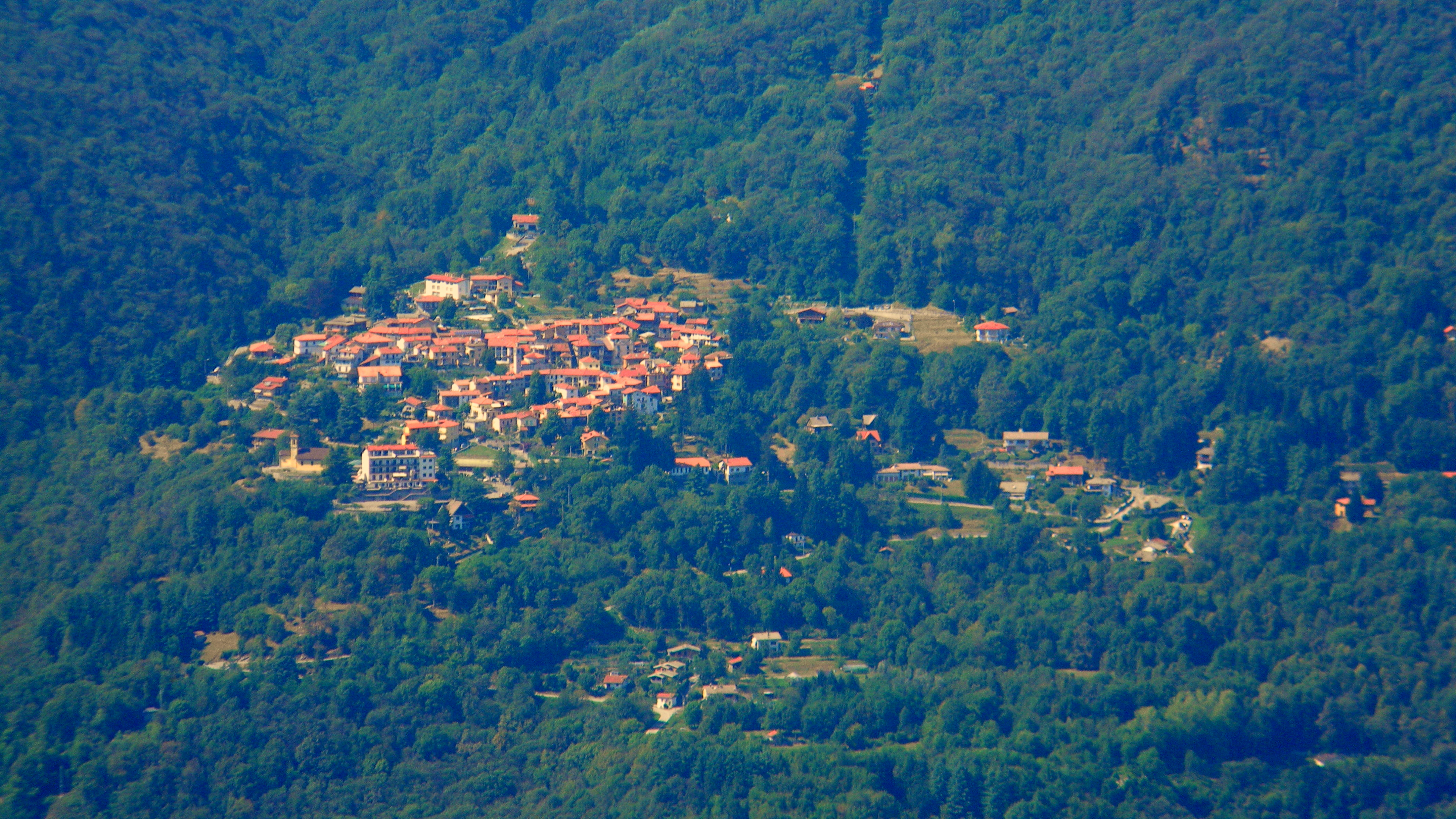
Duno

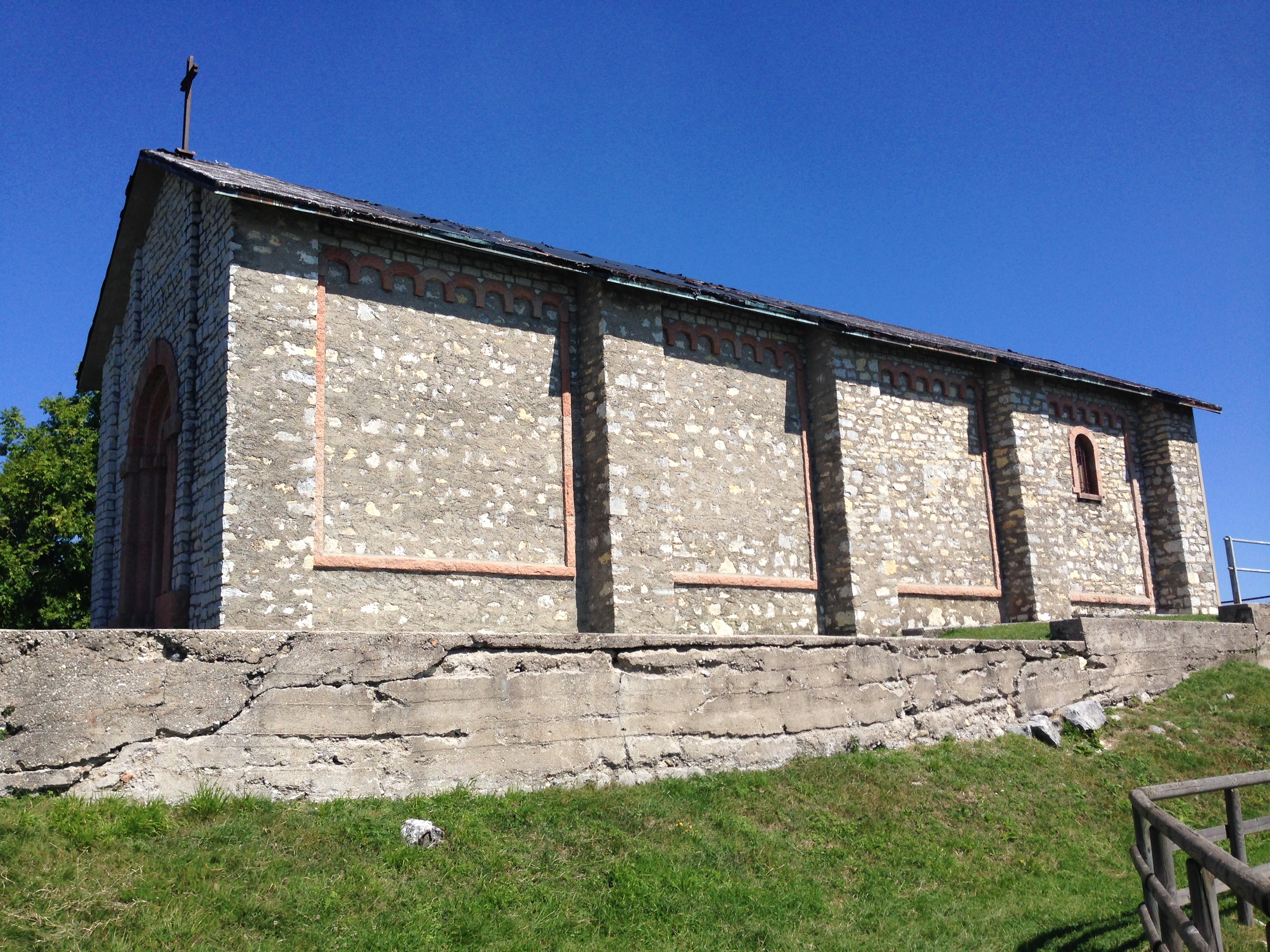
Kirche San Martino

Duno (im lokalen Dialekt Dün) ist eine italienische Gemeinde (comune) in der Provinz Varese in der Region Lombardei.

## Geographie
Die Gemeinde liegt etwa 20 Kilometer nordnordwestlich von Varese, bedeckt eine Fläche von 2,51 km². Zu Duno gehört zur Comunità montana Valli del Verbano. Die Nachbargemeinden sind Brissago-Valtravaglia, Casalzuigno, Cassano Valcuvia, Cuveglio, Mesenzana und Porto Valtravaglia.

## Geschichte
Der Ursprung von Duno geht auf das 5. Jahrhundert vor Christus zurück; es wurde sicherlich während der Invasion der Gallier gebaut, die ihre Gebirgssitten liebten. Diese Menschen kamen aus dem Ossolatal und Misox und ließen sich in dieser Region nieder. Dieser Ort, der in den Statuten der Straßen und Gewässer der Grafschaft Mailand erwähnt wird, war Teil der Gemeinde Cuvio. Sie gehörte zu den Gemeinden, die zur Instandhaltung der Rho-Straße beitrugen (1346). Mit einer Anweisung des Notars Giacomo Perego vom 16. Mai 1450 wurde das Gebiet von Val Cuvia von Herzog Francesco I. Sforza an seinen Ratsherrn Pietro Cotta als Lehen vergeben. Das Lehen ging 1727 an den Grafen Giulio Visconti Borromeo Arese über, mit dem Recht des Verkäufers, des Juristen Pietro Cotta, auf die Einziehung der Lehnsrechte, d. h. der gepolsterten Gebühr, auf Lebenszeit.
In den Registern des Estimo (Grundbuch) des Herzogtums Mailand von 1558 und den nachfolgenden Aktualisierungen im 17. Jahrhundert wird Duno unter den Gemeinden aufgeführt, die in derselben Pieve vermessen wurden. Im Jahr 1730 wurde ein Zusammenschluss mit der Gemeinde Cuveglio geplant, der jedoch nicht zustande kam. Im selben Jahr zählte Duno 95 Seelen. Nach den Antworten auf 45 Fragen des zweiten Volkszählungsrates von 1751 wurde die Gemeinde dem Grafen Giulio Visconti Borromeo Arese als Lehen übertragen. Die richterliche Funktion wurde von dem in Cuvio ansässigen Feudalrichter ausgeübt. Für Personen, die in Strafverfahren dem Hauptrichter unterstellt waren, war der königliche Richter mit Sitz in Varese zuständig. Die Gemeinde hatte weder einen allgemeinen noch einen besonderen Rat. Ein Bürgermeister und ein Konsul vertraten die Gemeinde. Das Amt des Konsuls war nicht wählbar, sondern wechselte jedes Jahr zwischen allen Herden. Der Bürgermeister wurde von den Einwohnern der Gemeinde gewählt und blieb auf unbestimmte Zeit im Amt; er kümmerte sich um die allgemeinen kommunalen Angelegenheiten.
Da die Gemeinde keinen Kanzler hatte, musste der Bürgermeister in Ermangelung eines besonderen Raums die Aufgaben des Kanzlers wahrnehmen und die öffentlichen Akten führen. Die Steuern wurden von einem Steuereinnehmer für ein Jahr eingezogen. In den Archiven der Pfarrkirche von Canonica wird auch ein altes religiöses Dokument aufbewahrt, das aus einer späteren Zeit stammt. Es handelt sich um einen Akt des Pastoralbesuchs des Bischofs von Como, Monsignore Feliciano Ninguarda, im Jahr 1592. Hier steht: Kirche von San Giuliano di Duno. Die Straße nach Cuveglio, eine halbe Meile vom Berg entfernt, führt zum Dorf Duno: Familien 26 Seelen 191". Um nach Duno hinaufzukommen, schlängelt sich eine Straße von Canonica di Cuvio aus; nach ein paar hundert Metern teilt sie sich in drei: eine, die an Sant’Anna vorbeiführt, ist kurvenreich, sehr steil, in der Vergangenheit Roversina und heute La Brevissima genannt. Eine zweite, bequemere, aber auch anstrengende, La Mulattiera. Eine dritte, La Provinciale, wurde am 22. Januar 1911 vom damaligen Bürgermeister, dem Baumeister Giovanni Sonzini, eingeweiht.
Bis 1928 hatte Duno eine eigene Gemeindeverwaltung. Die damalige Gesetzgebung führte zur Bildung von dichter besiedelten Zentren und zur Abschaffung der verschiedenen lokalen Autonomien. Auch Duno blieb von diesem Schicksal leider nicht verschont, und die Dunesi wurden Bürger von Cuvio. Erst nach dem Ende des Zweiten Weltkriegs, genauer gesagt im März 1947, begann bei den zuständigen Behörden der Prozess der Wiedererlangung der ersehnten Autonomie. Am 17. Mai 1954 verkündete ein Telegramm aus Rom von Pio Alessandrini: Ich frohe die frei Gemeinschaft von Duno.

## Bevölkerung
| Bevölkerungsentwicklung | Bevölkerungsentwicklung | Bevölkerungsentwicklung | Bevölkerungsentwicklung | Bevölkerungsentwicklung | Bevölkerungsentwicklung | Bevölkerungsentwicklung | Bevölkerungsentwicklung | Bevölkerungsentwicklung | Bevölkerungsentwicklung | Bevölkerungsentwicklung | Bevölkerungsentwicklung | Bevölkerungsentwicklung | Bevölkerungsentwicklung |
| ----------------------- | ----------------------- | ----------------------- | ----------------------- | ----------------------- | ----------------------- | ----------------------- | ----------------------- | ----------------------- | ----------------------- | ----------------------- | ----------------------- | ----------------------- | ----------------------- |
| Jahr                    | 1730                    | 1751                    | 1805                    | 1853                    | 1881                    | 1901                    | 1921                    | 1951                    | 1971                    | 1991                    | 2001                    | 2011                    | 2021                    |
| Einwohner               | 95                      | 173                     | 229                     | *265                    | 260                     | 274                     | 226                     | 173                     | 132                     | 139                     | 148                     | 159                     | 135                     |

- 1809 Fusion mit Vergobbio
- 1812 Fusion mit Cuvio
- 1928 Fusion mit Cuvio

## Sehenswürdigkeiten
Pfarrkirche San Martino di Tours.

## Persönlichkeiten
- Alfredo Sonzini, Doktor, Ingenieur, Wohltäter[2]